# كيت فورسيث
كيت فورسيث (بالإنجليزية: Kate Forsyth)‏ (3 يونيو 1966، سيدني في أستراليا)؛ كاتِبة ومؤلِّفة، صحفية وروائية أسترالية.